# Традиционная правовая семья

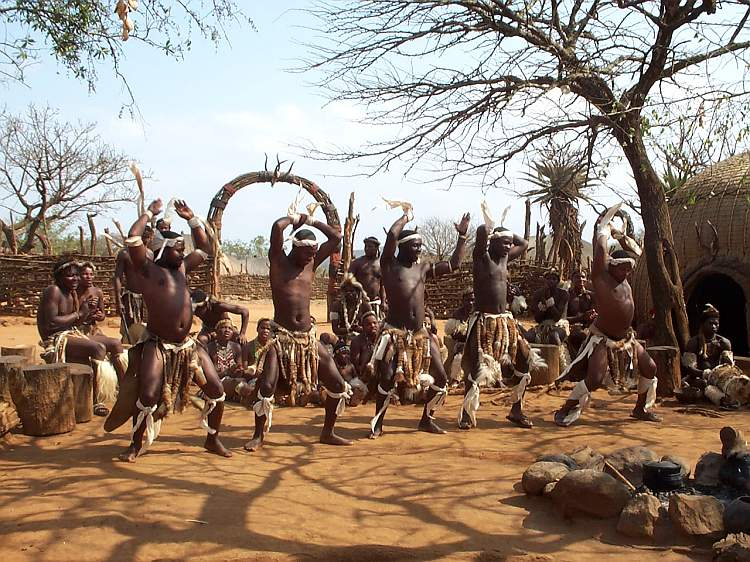
Ритуальный обряд зулусов

Традицио́нная правова́я семья́ (также семья́ традицио́нного пра́ва либо систе́ма обы́чного пра́ва) — правовая система, которая распространена в некоторых странах Африки, Азии, Австралии и Океании, где правовой обычай занимает доминирующее место среди источников права и выполняет важную роль регулятора общественных отношений.
Традиционное право базируется на неписаной и давней традиции, либо сложившейся в течение длительного времени системе обычаев, которые в силу стечения обстоятельств повторяются с определённой периодичностью и, в отношении которых по сложившимся устоям принято то или иное отношение и поведение (например, принести жертву, в том числе человеческую, для обильного урожая; прохождение специального обряда для лиц мужского пола, чтобы стать совершеннолетним, а значит воином; проведение определённых ритуальных мероприятий, празднеств по случаю того или иного события и др.).
Термин «традиционная правовая семья» ввёл в научный оборот французский юрист Рене Давид, который более детально рассмотрел и охарактеризовал данную правовую систему.

## Распространение
В чистом виде семья традиционного права не существует ни в одном государстве мира, в своём первозданном виде она существовала в первобытном обществе. Так или иначе традиционное (обычное) право занимает в каждом конкретном государстве свою нишу, а именно регион действия и круг лиц, на которых распространяется. На сегодняшний день наличие черт традиционного права, смешанного с иными правовыми системами, существует среди социальных групп и племён, живущих в некоторых странах Африки, Юго-Восточной Азии, Австралии и Океании, которые сохранили патриархальный и доисторический жизненный уклад.
В зависимости от географического критерия семья традиционного права бывает:
- Континентальная (Африка, Азия);
- Островная (Австралия, Океания: обычное право народов Полинезии, Меланезии и Микронезии).

Таким образом, островной регион Тихого океана является единственным водным регионом, где действует обычное право. На островах ни в акватории Атлантического океана, ни в акватории Индийского океана обычное право не действует (за исключением Мадагаскара).

## Особенности
В данной правовой системе отсутствует понятие и понимание права в представлении цивилизованных обществ. Не существует чётко выраженной власти, отсутствует как таковая юридическая профессия, так и само понятие юридической науки (как и науки вообще). Не существует и письменности, способной фиксировать нормы поведения (нормы права). Экономика в части данных социумов основана на собирательстве и натуральном обмене, денежный эквивалент отсутствует либо его заменяют какие-либо предметы материального мира (например, ракушки, украшения, определённые животные и т. п.). Правосудие вершат, как правило, старейшины.

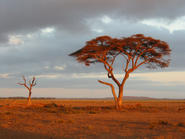
В Сомали клановый суд согласно обычаю заседает под деревом акации

Обычаи и традиции, которые служат для данных социумов правом, основаны на практике поклонения явлениям природы, а также на одушевлении неживого мира и поклонении всевозможным идолам. Такие обычаи и традиции переходят из поколения в поколение посредством устной формы и исполняются в силу привычки.
Особенностью является то, что обычное право осуществляет регулирование как государственной, так и общественной жизни людей, главным образом за пределами городов. Моральные нормы либо бытовые правила и традиции, сложившиеся внутри родово-племенной общины, приобрели там характер правовых норм и обеспечиваются авторитетом лидеров, а также повиновением в силу уважения предков и верой в сверхъестественное. Нарушение обычая может повлечь негативную реакцию духов.
Обычное право влияет на формирование местной власти, регулирует брачно-семейные отношения, вопросы землевладения, собственности и наследования, определяет порядок и организацию правосудия внутри общины. Государственные органы, как правило, признают и принимают во внимание решения племенных общин, основанных на обычном праве. Например, в ЮАР государственный суд при рассмотрении дела учитывает ранее вынесенное решение племенного суда.

### Виды
Система обычного права подразделяется на две большие группы:
- Традиционная правовая система, состоящая исключительно из обычного права. Распространена среди племён, живущих в труднодоступных местностях экваториальной Африки, на Папуа-Новой Гвинее и ряде небольших тихоокеанских островов.
- Традиционная правовая система, в которой обычное право смешано с религиозными догмами либо философскими учениями, привнесёнными извне. Является смешанной правовой системой, которая в определённой степени эволюционирует к цивилизованному образу жизни. Распространена среди большей части племён в странах Африки, Азии (Индия, Бангладеш), Австралии и Океании.

Существует также ряд государств с так называемым сложно-смешанным правовым режимом, например, Индия, где мусульманское право одновременно действует и в качестве религиозного права, и в качестве обычного права.